# Франтішек Лангер
Ланґер (Лангер) Франтішек (чеськ. František Langer; 3 березня 1888, м. Прага, Чехія — 2 серпня 1965, м. Прага, Чехія) — чеський прозаїк, драматург.

## Біографія
Закінчив у Празі гімназію (1907 р.) та медичний факультет Карлового (Карловського) університету (1914).
Під час Першої світової війни — на фронті в Галичині, де потрапив у полон (1916). Згодом — військовий лікар у чехословацьких легіонах, з якими пройшов шлях від міста Зборів до Сибіру (нині РФ).
1917—1937 роки — редактор збірника «Зборів» (чеськ. «Zborov», пол. «Zborów»).

## Творчість
Автор оповідань, зокрема, присвячених бойовому шляху легіонерів у Галичині, в тому числі на Тернопільщині:
- «Залізний вовк» (1920)
- «Мертві ходять між нами» (1930)
- «Братство білого ключа» (роман-детектив для дітей, 1934)
- книжки мемуарів «Були і було» (1963) та інші.

Твори перекладені українською мовою.

## Популярність в Україні
У 1960-х роках українське радіо майже щороку транслювало в АМ діапазоні на ДХ, СХ. КХ та в УКХ-ЧМ нижньому диапазоні та через дротову мережу дитячу п'єсу-детектив Франтішека Лангера «Братство білого ключа» в перекладі на українську мову.